# Колридж (озеро)
Колридж (англ. Lake Coleridge; маор. Whakamatau) — озеро льодовикового походження на Південному острові Нової Зеландії.

## Географія і гідрографія
Розташоване в окрузі Селуін регіону Кентербері, за 35 км на північний захід від Метвен. Озеро лежить біля підніжжя Південних Альп між гірськими масивами, зокрема і Торлесс та Гатт.
Довжина озера за різними джерелами 17 або 18 км, максимальна ширина — 3 км. Площа дзеркала — 36,88 км²Найбільша глибина — 200 м.. Входить в групу озер Ракаїа, в якій в цілому налічується 10 озер.

## Історія
Відкрито геодезистами, які обстежвали дорогу до Голдфілдс на західному узбережжі, на початку 1849 року. Названо на честь сімейства Колридж, четверо представників якого(в тому числі Семюел Тейлор Колрідж) входили до Асоціації Кентербері в перші роки її діяльності.
У районі озера Колридж знаходився центр землетрусу магнітудою 6,5, що стався 27 червня 1946 року.
Береги озера порівняно мало заселені: в однойменному селищі, жителі якого раніше обслуговували гідроелектростанцію, майже не залишилося постійного населення. Гідроелектростанція Лейк-Колридж — один з перших гідроенергетичних проектів Нової Зеландії, завершений 25 листопада 1914 року.